# Хаїм Бен-Ашер
Хаїм Бен-Ашер (івр. חיים בן-אשר; нар. 10 липня 1904, Одеса — 14 липня 1998, Ізраїль), також відомий як Хаїм Фінкель (івр. חיים פינקל) — ізраїльський політичний діяч, депутат Кнесету від партії «Мапай» у 1950-х роках.

## Біографія
Хаїм Бен-Ашер народився 10 липня 1904 року в Одесі. Навчався в хедері, здійснив алію в Ерец-Ісраель 1924 року. Навчався в Єврейському університеті в Єрусалимі. Один із засновників кібуца Гіват-Бреннер поблизу Реховота, пізніше виїжджає в кібуц Нецер-Сірені, учасник кібуціанського руху Ха-кібуц Ха-Меухад. Він також представляв рух «Хехалуц» у Німеччині та Польщі.
Під час Другої світової війни — учасник Єврейської бригади, у складі союзних військ. Також у роки боротьби редагував фронтову газету The Soldier і журнал Бригади HaMa'avak. Бувши одним із керівників партії «Мапай», член ЦК, занесений до списку партії на перших в історії Ізраїлю виборах і був обраний до парламенту. Переобраний 1951 року. У 1959 році опублікував свою книгу. Обраний директором Коледжу Бейт-Берл у Кфар-Сабі (заснований 1970 року). Член керівництва Гістадруту.